# Frankenia tuvinica
Frankenia tuvinica är en frankeniaväxtart som beskrevs av Lomon. Frankenia tuvinica ingår i släktet frankenior, och familjen frankeniaväxter. Inga underarter finns listade i Catalogue of Life.